# Tonie Marshall

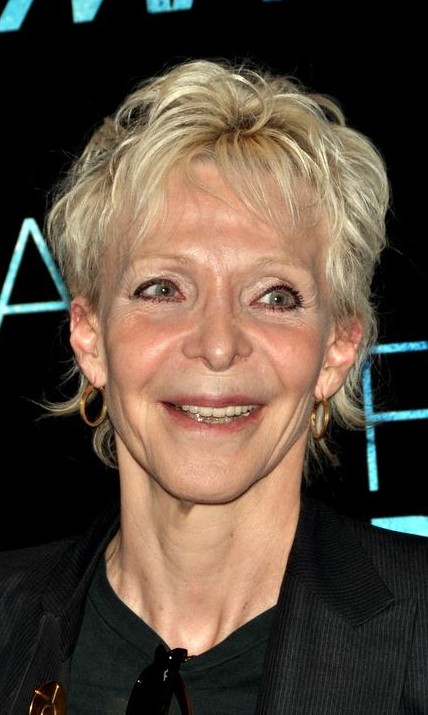
Tonie Marshall (2012)

Tonie Marshall (eigentlich Anthony-Lee Caroline Julie Marshall; * 29. November 1951 in Neuilly-sur-Seine; † 12. März 2020 in Paris) war eine französische Schauspielerin, Sängerin, Drehbuchautorin und Filmregisseurin.

## Leben
Als Tochter des Schauspielerpaars William Marshall und Micheline Presle kam Marshall früh mit der Filmbranche in Kontakt. In Jacques Demys Filmkomödie Die Umstandshose gab sie 1973 an der Seite von Catherine Deneuve und Marcello Mastroianni ihr Leinwanddebüt. Es folgten Nebenrollen in weiteren Filmkomödien.
Ab Ende der 1980er Jahre war sie auch als Regisseurin und Drehbuchautorin tätig. Ihr erst zweiter Spielfilm Die Detektivin wurde 1994 bei der Berlinale vorgestellt und lief im Wettbewerb um den Goldenen Bären. Mit ihrer Tragikomödie Schöne Venus mit Nathalie Baye und Audrey Tautou konnte sie ihren größten Erfolg verbuchen; der Film wurde im Jahr 2000 als bester Film mit dem César ausgezeichnet. Marshall konnte sich zudem in den Kategorien Beste Regie und Bestes Drehbuch gegen die Konkurrenz behaupten. Ihr Liebesfilm Dem Paradies ganz nah, in dem Catherine Deneuve und William Hurt die Hauptrollen spielten, konkurrierte 2002 bei den Internationalen Filmfestspielen von Venedig um den Goldenen Löwen.
Marshall starb am 12. März 2020 im Alter von 68 Jahren an Lungenkrebs. Ihr Halbbruder war der Schauspieler Mike Marshall.

## Filmografie (Auswahl)
Als Darstellerin
- 1973: Die Umstandshose (L’Événement le plus important depuis que l’homme a marché sur la lune)
- 1976: Beiß nicht, man liebt dich (Mords pas, on t’aime!)
- 1980: Glückwunsch … mal wieder sitzengeblieben (Les Sous-doués)
- 1981: Les Roses de Dublin (TV-Miniserie)
- 1982–1984: Merci Bernard (TV-Serie, 16 Folgen)
- 1984: Paris vu par … 20 ans après
- 1986: Qui trop embrasse …
- 1989: Le Champignon des Carpathes
- 1990: La Campagne de Cicéron
- 1996: Liebe, Rache usw. (Pour rire!)
- 1996: Citron amer (Kurzfilm)
- 2008: Musée haut, musée bas
- 2010: HH, Hitler à Hollywood

Als Regisseurin und Drehbuchautorin
- 1989: Pentimento
- 1994: Die Detektivin (Pas très catholique)
- 1996: Kinder des Scheusals (Enfants de salaud)
- 1999: Schöne Venus (Vénus beauté (institut))
- 2000: Die Studentin und der Präsident (Tontaine et Tonton) (TV-Film)
- 2002: Dem Paradies ganz nah (Au plus près du paradis)
- 2003: France Boutique
- 2005: Venus und Apoll (Vénus & Apollon) (TV-Serie)
- 2008: Passe-passe
- 2014: Er liebt mich, er liebt mich nicht – Toujours l’amour (Tu veux ou tu veux pas)
- 2017: Numéro une

## Auszeichnungen
- 1994: Cinema New Talent Award bei der Verleihung der SACD Awards
- 1994: Goldene Rosa Camuna beim Bergamo Film Meeting für Die Detektivin
- 1994: Nominierung für den Goldenen Bären bei den Internationalen Filmfestspielen Berlin für Die Detektivin
- 1999: Goldener Swann beim Cabourg Romantic Film Festival für Schöne Venus
- 2000: Zwei Césars in den Kategorien Beste Regie und Bestes Drehbuch für Schöne Venus
- 2002: Nominierung für den Goldenen Löwen bei den Internationalen Filmfestspielen von Venedig für Dem Paradies ganz nah